# 金国芬 (1932年)
金国芬（1932年—），女，浙江绍兴人，中华人民共和国计算机管理系统专家，清华大学教授，九三学社中央常委。

## 生平
1957年清华大学毕业后留校，先后执教于电机系和自动化系。1978年开始酒店计算机管理系统研发工作。1981年加入九三学社。1987年至1998年，担任华仪软件系统工程有限公司总经理。1997年开始担任北京安伟达集成系统研究所董事长。

## 社会职务
- 第九届北京市人大代表（1988年—1993年）[3]
- 北京市政协委员
- 九三学社第八届、第九届中央委员会常务委员（1988年—1997年）

## 家庭
- 父亲：金涛（1888年—），第一次庚子赔款留美学生。[4]
- 母亲：张孝劬
- 大哥：金国幹
- 二哥：金国藩（1929年—），中国光学仪器专家，中国工程院院士。
- 三哥：金国梁
- 丈夫：陈允康